# Shahrestān-e Mīāndoāb
Shahrestān-e Mīāndoāb (persiska: شهرستان مياندوآب, مياندوآب) är en delprovins (shahrestan) i Iran.   Den ligger i provinsen Västazarbaijan, i den nordvästra delen av landet, 500 km väster om huvudstaden Teheran.
Delprovinsen hade 273 949 invånare 2016.